# Glaciar dos Bossons
O glaciar dos Bossons (em francês:  Glacier des Bossons) é a maior cascata de gelo da Europa, que desce do cume do Monte Branco.

## Localização
O glaciar nasce na vertente francesa do Monte Branco entre as "Roches Rouges" (4364 m), e o dôme du Goûter (4304 m), e desce no vale de Chamonix, perto da localidade de Bossons, que lhe deu o nome.
A sua língua terminal retirou-se muito, mas descia até ao vale e atingia os 1200 m na década de 1980.

## Desastres
Houve dois acidentes aéreos no glaciar. Um foi em 3 de novembro de 1950, quando um avião da Air India se despenhou causando a morte dos 48 ocupantes; o outro foi em 24 de janeiro de 1996, quando um outro avião da mesma companhia que fazia a ligação entre Bombaim e Nova Iorque se despenhou quase no mesmo local e fez 117 mortos, sem nenhum sobrevivente. Entre as vítimas deste segundo acidente estava o físico indiano Homi Jehangir Bhabha, percursor do programa nuclear indiano.

## Imagens
Imagens da «regressão do glaciar» (em francês)

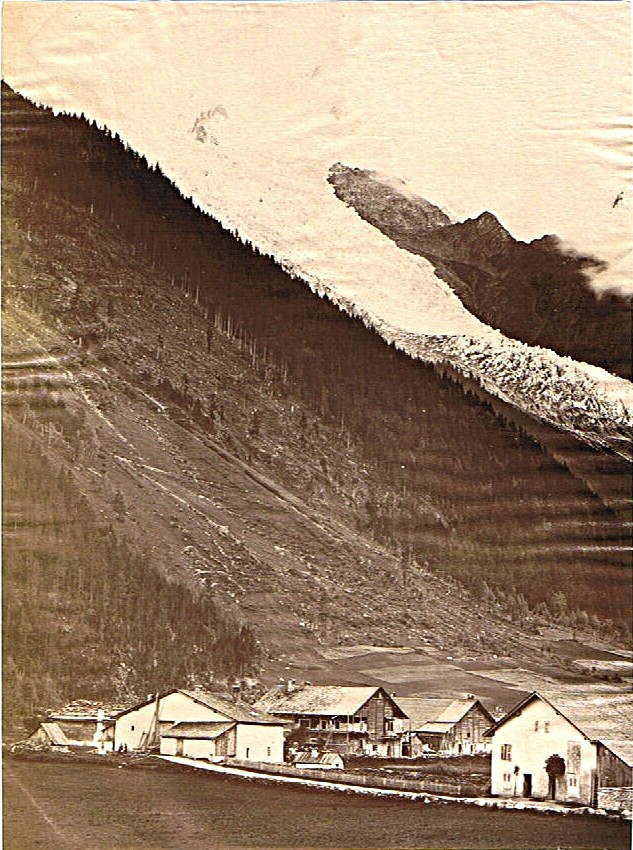
O glaciar em 1890
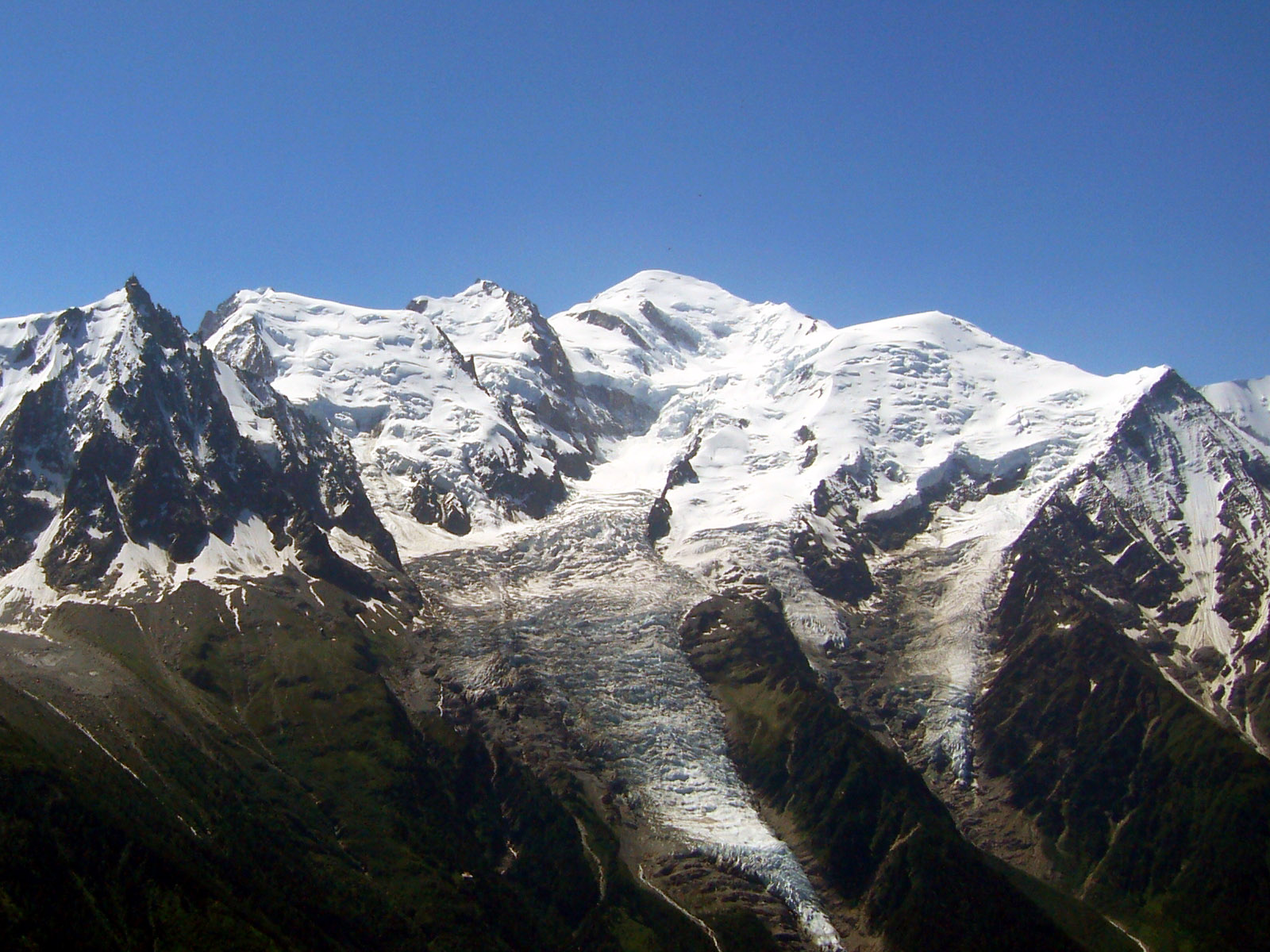
Vista a partir de Le Brévent
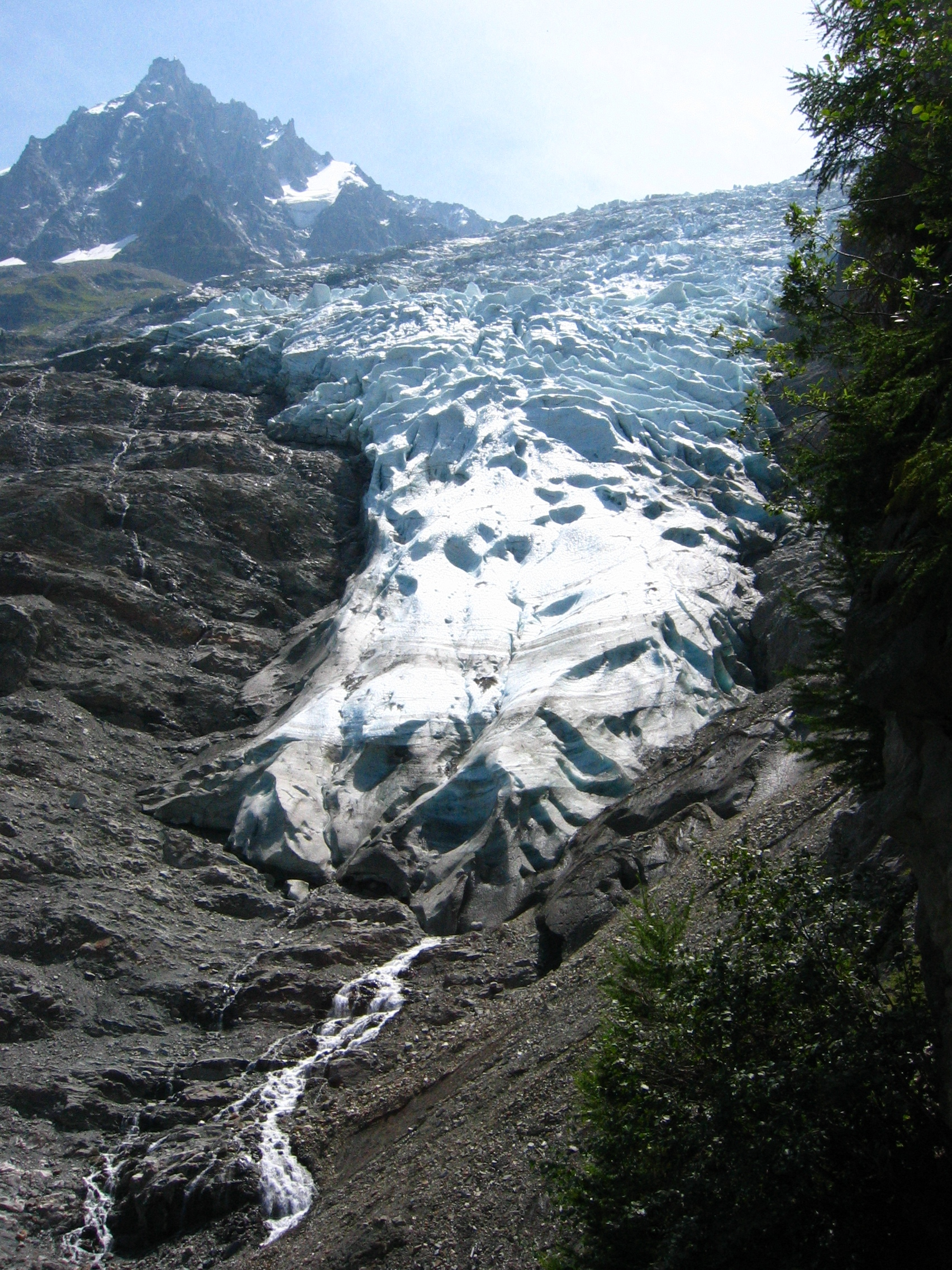
A língua terminal em 2007